# せん断
せん断（剪断、せんだん）あるいはシア (英語: shear)とは、はさみなどを使って挟み切るように、物体や流体の内部の任意の面に関して面に平行方向に力が作用することである。

## 固体のせん断
はさみで物体を切る場合、2つの刃はすれちがうわけで、切られる物体はせん断力によって破壊される。
板金加工などにおいて、板の打抜きを行うことをせん断加工という。
自動車の雪道用タイヤは、タイヤの溝の中で圧縮された雪の「雪柱せん断力（せきちゅうせんだんりょく）」によって、トラクション（駆動力）やグリップ（耐横力〈たいよこりょく〉や制動力）を得ている。

## 流体のせん断
- ウインドシア
- 収束線